# Dobrossy István (történész)
Dobrossy István (Miskolc, 1946. május 20. – Miskolc, 2015. május 26.) magyar történész, levéltáros, a Borsod-Abaúj-Zemplén Megyei Levéltár nyugalmazott igazgatója, Miskolc díszpolgára. Felesége Fügedi Márta etnográfus volt. Történészként kiemelkedő munkát végzett; híressé vált az Avasról írt és szerkesztett monográfiája, Miskolc helytörténetének dokumentálása és az 1994-től megjelenő Miskolc írásban és képekben című könyvsorozata, valamint A miskolci vendégfogadók és vendéglátás története: 1745–1945 című munkája. Hosszú, súlyos, türelemmel viselt betegsége után 2015. május 26-án hunyt el.

## Élete
A Kun József utcai (ma Kis-Hunyad utca) általános iskola után középiskolai tanulmányait 1960-ban kezdte el a miskolci Földes Ferenc Gimnáziumban, és itt érettségizett le 1964-ben. Debrecenben tanult tovább (harmadéves korától népköztársasági ösztöndíjasként), és egyetemi végzettséget a Debreceni Kossuth Lajos Tudományegyetem történelem-néprajz szakán szerzett 1970-ben. Szakdolgozatát a kenderfeldolgozás témakörében írta. 1972. szeptember 1-jétől a Déri Múzeum foglalkoztatta muzeológusként. Diplomája megszerzése után 1973-ig az egyetemen dolgozott, a Néprajzi tanszék tanársegédjeként. Doktori disszertációjának témája a Nyírség gazdaságnéprajza volt.
1973. február 1-jén visszatért Miskolcra, a Herman Ottó Múzeum történész muzeológusa, majd osztályvezetője volt. 1993-tól a Borsod-Abaúj-Zemplén Megyei Levéltár igazgatójaként dolgozott. Itteni tevékenységének súlypontja a kezdetektől fogva az új tudományos eredményeket feldolgozó Miskolc-monográfia elkészítése volt. Ezt szolgálták a témában megjelent mintegy 120 levéltári, illetve saját kiadvány (a levéltári évkönyvek, Tanulmányok Diósgyőr történetéhez, a Miskolc írásban és képekben, A miskolci Avas stb.) A Miskolc-monográfiából életében az első öt kötet jelent meg. A levéltárból 2012-ben vonult nyugdíjba.
Felesége Fügedi Márta etnográfus, a Herman Ottó Múzeum igazgatóhelyettese volt. Két gyermekük született.
Miskolc város 1993-ban Szabó Lőrinc-díjat, 1998-ban pedig díszpolgári címet adományozott számára. 2012-ben megkapta a megyei Prima díjat.
A Dobrossy házaspár gyermekei 2018-ban a Borsod-Abaúj-Zemplén Megyei Levéltárnak ajándékozták szüleik hagyatékát, sok doboznyi publikált és publikálatlan írást, jegyzetet, gyűjtést stb.

## Szakterülete
- Miskolc város története a kezdetektől fogva,
- Észak-Magyarország és Nyírség paraszti gazdálkodása, kultúrája,
- A galíciai, balkáni görög és zsidó kereskedők kapcsolata Európához.

## Fontosabb munkáiból
- Miskolc írásban és képekben 1–10. Miskolc, 1974–2003. ISBN 963-9311-49-9 – ISSN 1416-0617 (szerző)
- A miskolci Avas. Miskolc, 1993. ISBN 9637221581 (szerkesztő és szerző)
- Miskolc története 1–5. Miskolc, 1996–2002 (a 6. kötet nem készült el – szerkesztő, társszerző)
- Miskolc belvárosa. Miskolc, 2010. ISBN 978-963-88991-0-1 (szerző, társszerző: Barna György)
- Legendák, anekdoták, emlékek a miskolci színjátszás történetéből. Miskolc, 2007 (társszerkesztő: Gyarmati Béla, társszerző)
- Miskolci életrajzi lexikon. Miskolc, 2008. (a katalógusokban formailag hibás ISBN-nel szerepel) ISBN 963-06-4735-9 helyes ISBN 963-06-4735-4 (társszerkesztő: Eszenyi Miklós, társszerző: Eszenyi Miklós, Zahuczky László)
- A Palotaszálló 75 éve. Miskolc, 2006. ISBN 963-229-852-7 (szerző)
- Az igazi Miskolc. Miskolc, 2005. ISBN 963-9311-46-4 (társszerző: Somorjai Lehel)
- A Palotaszálló és Lillafüred 75 éve; Lézerpont Stúdió, Miskolc, 2005
- A bükki promontórium ékessége, a miskolci Avas; István Nádor Borlovagrend, Miskolc-Lillafüred, 2006
- A Mezőkeresztes és Vidéke Takarékszövetkezet 50 éve; Lézerpont Stúdió, Miskolc, 2007
- Dobrossy István–Czupper András: 10 éves az István Nádor Borlovagrend. Bor, kultúra, örökség; István Nádor Borlovagrend, Miskolc-Lillafüred, 2009
- Gazdasági és kulturális kapcsolatok "görög" közvetítéssel a Balkán és Nyugat-Európa között. A miskolci görög diaszpóra története a XVIII-XIX. században; Pfliegler J. Ferenc Emlékére a Borsod-Abaúj-Zemplén Megyei Levéltárért Alapítvány, Miskolc, 2009
- Miskolc, az önálló törvényhatósági joggal felruházott város, 1909-2009; Pfliegler J. Ferenc Emlékére a Borsod-Abaúj-Zemplén Megyei Levéltárért Alapítvány, Miskolc, 2009
- Dobrossy István–Eszenyi Miklós–Zahuczkay László: Miskolci életrajzi lexikon; Pfliegler J. Ferenc Emlékére a Borsod-Abaúj-Zemplén Megyei Levéltárért Alapítvány–Miskolc Megyei Jogú Város, Miskolc, 2008
- Miskolc Mindszent településrész története; Borsod-Abaúj-Zemplén Megyei Levéltárért Alapítvány, Miskolc, 2010
- Dobrossy István–Kiss Tanne István: Miskolc védett síremlékei; Miskolc Megyei Jogú Város Önkormányzata, Miskolc, 2010
- Miskolc részönkormányzatai és címereik; szerk. Dobrossy István, Tóth Péter; Önkormányzat, Miskolc, 2010
- Cikkek a Miskolci kalendárium köteteiben
- Várostörténeti cikksorozat a Déli Hírlapban és a Miskolci Naplóban
- Várostörténeti előadások a Miskolci Televízióban és „Lézerpont szerdák” sorozat keretében

## Díjak
- Szabó Lőrinc irodalmi és sajtódíj (1993)
- Miskolc díszpolgára (1998)
- A Magyar Köztársasági Érdemrend lovagkeresztje (2006)
- Megyei Prima díj (Magyar oktatás és köznevelés kategória, 2012)[5]